# Tokimonsta
Jennifer Lee, conhecida artisticamente como TOKiMONSTA, é uma produtora musical e DJ norte-americana.